# Renée Elise Goldsberry
Renée Elise Goldsberry (San Jose, 2 gennaio 1971) è un'attrice e cantante statunitense.
Ha recitato in numerosi spettacoli di Broadway, tra i quali Hamilton, diretto da Thomas Kail, che le è valso la vittoria di un Tony Award e di un Grammy Award, Il colore viola, The Lion King, I due gentiluomini di Verona e Good People.
Parallelamente alla carriera teatrale, ha recitato in numerose serie televisive, esordendo in Una vita da vivere, ricevendo due candidature ai Primetime Emmy Award, e proseguendo interpretando ruoli in The Good Wife, Altered Carbon e Girls5eva. Goldsberry è presente anche nel campo cinematografico, recitando in Il mistero della casa del tempo, Waves e Tick, Tick... Boom!.

## Biografia
Goldsberry è nata a San Jose, in California, seconda di quattro figli. Goldsberry è cresciuta tra Houston, Texas, e a Detroit, nel Michigan. Il primo approccio con il teatro è accaduto a otto anni preso il camposcuola dell'HITS Theater di Houston, tenuto da Carolyn Franklin.
Dopo essersi diplomata alla Cranbrook Kingswood School di Bloomfield Hills, Michigan, ha frequentato la Carnegie Mellon University, dove si è laureata in teatro nel 1993. Nel corso della sua frequentazione all'università, Goldsberry diventata membro della Delta Sigma Theta Sorority. Successivamente ha frequentato la scuola di specializzazione presso la Thornton School of Music dell'University of Southern California, dove ha conseguito un master in musica jazz nel 1997.

### 1997-2008: l'ascesa come attrice e l'arrivo a Broadway
Nel 1997 Goldsberry ottiene il primo ruolo teatrale nel musical Dreamgirls, interpretando Michelle Morris in un tour negli Stati Uniti. Contemporaneamente interpreta il ruolo di cantante nella serie televisiva Ally McBeal, apparendo in oltre 40 episodi sino al 2002. Nel 1999 recita nella serie televisiva Ally.
Nel 2001, Goldsberry ha avuto il suo primo ruolo da protagonista al cinema nel film All About You.  Nel 2002 viene scritturata da Julie Taymor per il musical The Lion King al New Amsterdam Theatre, facendo il suo debutto a Broadway. Nello stesso anno recita in Turnaround. Nel 2003 è stata scritturata nella serie televisiva Una vita da vivere, interpretando il ruolo di Evangeline Williamson sino al 2007. L'interpretazione le vale due candidature ai Primetime Emmy Award alla migliore attrice non protagonista in una serie drammatica e due candidature ai NAACP Image Award nella categoria corrispondente.
Nel 2005 viene scelta per recitare al Delacorte Theater in I due gentiluomini di Verona, ottenendo una candidatura ai Drama League Award alla miglior interpretazione. Il primo dicembre 2005 debutta al Broadway Theatre nella prima produzione del musical tratto dal film Il colore viola, diretto da Gary Griffin e prodotto da Scott Sanders, Quincy Jones e Oprah Winfrey, interpretando Nettie Harris per la stagione teatrale del 2006.
Tra il 2007 e il 2008 recite nelle produzioni teatrali The Baker's Wife, presso lo York Theatre di New York, e in Rent, sotto la regia di Michael Greif al Nederlander Theatre di Broadway. Nel 2008 recita nel film Pistol Whipped - L'ultima partita, e nelle serie televisive The Return of Jezebel James e Life on Mars.

### 2010-2017: il successo conHamilton
Tra il 2010 e il 2016 Goldsberry recita nel ruolo di Geneva Pine in The Good Wife. Successivamente torna a recitare a teatro negli spettacoli Good People al Samuel J. Friedman Theatre di Broadway, e sia in Pene d'amor perdute che in Come vi piace al Public Theatre di New York. L'anno successivo viene ingaggiata in Animal Crackers al Williamstown Theatre Festival di Williamstown, New York e in I'm Getting My Act Together and Taking It on the Road, diretto da Kathleen Marshall al New York City Center.
Nel 2013 Goldsberry torna in televisione, interpretando diversi ruoli in serie televisive, tra cui in The Following e Law & Order - Unità vittime speciali. Tra il 2014 e il 2015 l'attrice recita in due lungometraggi, Every Secret Thing e Le sorelle perfette. Nel 2015 Goldsberry ottiene il ruolo di Angelica Schuyler nel musical Hamilton, diretto da Thomas Kail e andato in scena sia al Public Theater dell'Off Broadway che al Richard Rodgers Theatre di Broadway. Lo spettacolo viene apprezzato dalla critica, facendo ottenere all'attrice sia il Tony Award alla miglior attrice non protagonista che il Drama Desk Award alla migliore attrice non protagonista in un musical. Goldsberry vince inoltre il Grammy Award al miglior album di un musical teatrale, come interprete delle tracce presenti dall'album tratto dallo spettacolo.

### 2018-presente: il ritorno al cinema e alla televisione
Nel 2018 l'attrice recita nel film Il mistero della casa del tempo di Eli Roth e nella serie televisiva Altered Carbon nel ruolo di Quellcrist Falconer, sino al 2020. Sempre nel 2018 intraprende la carriera di doppiatrice per la serie animata Disney Junior The Lion Guard, e viene scelta nel cast della serie televisiva Evil. L'anno successivo torna a recitare nel cinema in Waves, diretto da Trey Edward Shults, e presta voce al personaggio di Ms. Nowhere in Fast & Furious - Piloti sotto copertura. Sempre nel 2019 inizia a recitare nella serie televisiva Girls5eva.
Nel 2021 è presente nel cast del film Tick, Tick... Boom! per la regia di Lin-Manuel Miranda. Nel 2022, oltre a proseguire a recitare in Girls5eva, viene scritturata nella serie televisiva She-Hulk: Attorney at Law.

## Vita privata
Renée Elise Goldsberry è sposata con l'avvocato Alexis Johnson dal 2002. Nel 2009 la coppia ha avuto il loro primo figlio, Benjamin Johnson, mentre nel 2014 i due hanno adottato una bambina, Brielle.

## Filmografia

### Attrice

#### Cinema
- All About You, regia di Christine Swanson (2001)
- Turnaround, regia di Jeffrey W. Byrd (2002)
- Pistol Whipped - L'ultima partita (Pistol Whipped), regia di Roel Reiné (2008)
- Every Secret Thing, regia di Amy J. Berg (2014)
- Le sorelle perfette (Sisters), regia di Jason Moore (2015)
- Il mistero della casa del tempo (The House with a Clock in Its Walls), regia di Eli Roth (2018)
- Waves, regia di Trey Edward Shults (2019)
- Hamilton, regia di Thomas Kail (2020)
- Tick, Tick... Boom!, regia di Lin-Manuel Miranda (2021)

#### Televisione
- Ally McBeal - serie TV, 43 episodi (1997-2002)
- Ally - serie TV, 3 episodi (1999)
- Providence - serie TV, 1 episodio (2002)
- Da un giorno all'altro - serie TV, 1 episodio (2002)
- Star Trek: Enterprise - serie TV, 1 episodio (2002)
- One on One - serie TV, 1 episodio (2002)
- Una vita da vivere - serie TV, 272 episodi (2003-2007)
- The Return of Jezebel James - serie TV, 2 episodi (2008)
- Rent: Filmed Live on Broadway - film TV, regia di Michael John Warren (2008)
- Life on Mars - serie TV, 1 episodi (2008)
- Royal Pains - serie TV, 1 episodio (2010)
- White Collar - serie TV, 1 episodio (2010)
- Lens on Talent - serie TV, 1 episodio (2010)
- Running Wilde - serie TV, 1 episodio (2010)
- The Good Wife - serie TV, 23 episodi (2010-2016)
- The Following - serie TV, 3 episodi (2013)
- Save Me - serie TV, 1 episodio (2013)
- Law & Order - Unità vittime speciali - serie TV, 3 episodi (2013-2014)
- Masters of Sex - serie TV, 1 episodio (2014)
- Younger - serie TV, 1 episodio (2015)
- I Shudder - serie TV, 1 episodio (2016)
- The Get Down - serie TV, 1 episodio (2017)
- La vita immortale di Henrietta Lacks - film TV, regia di George C. Wolfe (2017)
- Altered Carbon – serie TV, 18 episodi (2018-2020)
- Evil – serie TV, episodi 1x09-1x10-2x13 (2019-2021)
- Girls5eva - serie TV,  22 episodi (2019-2021)
- She-Hulk: Attorney at Law – serie TV (2022)

### Doppiaggio
- The Lion Guard - serie animata TV, 2 episodi (2018-2019)
- Fast & Furious - Piloti sotto copertura - serie animata TV, 50 episodi (2019-2021)
- Centaurworld - serie animata TV, 7 episodi (2021)

## Teatro
- Canto di Natale, da Charles Dickens, regia di David H. Bell. Pittsburgh Civic Light Opera di Pittsburgh (1992)
- Paper Moon, colonna sonora di Larry Grossman, testi di Ellen Fitzhugh, libretto e regia di Martin Casella. Paper Mill Playhouse di Millburn (1993)
- Godspell, colonna sonora di Stephen Schwartz, libretto di John-Michael Tebelak, regia di Pamela Hunt. Benedum Center for the Performing Arts di Pittsburgh (1995)
- Dreamgirls, colonna sonora di Henry Krieger, libretto di Tom Eyen, regia di Robert Clater. Tour statunitense (1997)
- The Lion King, colonna sonora di Elton John, testi di Tim Rice, libretto di Roger Allers e Irene Mecchi, diretto da Julie Taymor. New Amsterdam Theatre di Broadway (2002)
- Two Gentlemen of Verona, colonna sonora di Galt MacDermot, libretto di John Guare e Mel Shapiro. Delacorte Theatre di New York (2005)
- Il colore viola, colonna sonora di Brenda Russell, Allee Willis e Stephen Bray, libretto di Marsha Norman, regia di Gary Griffin. Broadway Theatre di Broadway (2005-2006)
- The Baker's Wife, colonna sonora di Stephen Schwartz, libretto di Joseph Stein, regia di Gordon Greenberg. York Theatre at St Peter's di New York (2007)
- Rent, colonna sonora e libretto di Jonathan Larson, regia di Michael Greif. Nederlander Theatre di Broadway (2008)
- Good People, di David Lindsay-Abaire, regia di Daniel J. Sullivan. Samuel J. Friedman Theatre di Broadway (2011)
- Pene d'amor perdute, di William Shakespeare, regia di Karin Coonrod. Public Theatre di New York (2011)
- Come vi piace, di William Shakespeare, regia di Daniel Sullivan. Delacorte Theatre di New York (2012)
- Animal Crackers, colonna sonora di Harry Ruby, testi di Bert Kalmar, libretto di Morrie Ryskind e George S. Kaufman, regia di Henry Wishcamper. Williamstown Theatre Festival di Willaimstown (2013)
- I'm Getting My Act Together and Taking It on the Road, colonna sonora di Nancy Ford, libretto di Gretchen Cryer, regia di Kathleen Marshall. New York City Center di New York (2013)
- Hamilton, colonna sonora e libretto di Lin-Manuel Miranda, regia di Thomas Kail. Public Theater dell'Off Broadway, Richard Rodgers Theatre di Broadway (2015-2016)

## Riconoscimenti
- Daytime Emmy Award
  - 2006 – Candidatura per la migliore attrice non protagonista in una serie drammatica per Una vita da vivere
  - 2007 – Candidatura per la migliore attrice non protagonista in una serie drammatica per Una vita da vivere
- Drama Desk Award
  - 2015 – Migliore attrice non protagonista in un musical per Hamilton
- Drama League Award
  - 2005 – Candidatura per la miglior performance per The Two Gentlemen of Verona
- Emmy Award
  - 2021 – Candidatura per la miglior attrice in una miniserie o film per la televisione per Hamilton
- Grammy Award
  - 2016 – Miglior album di un musical teatrale per Hamilton
- Lucille Lortel Award
  - 2015 – Miglior attrice non protagonista in un musical per Hamilton
- NAACP Image Award
  - 2004 – Candidatura per la miglior attrice in una serie drammatica per Una vita da vivere
  - 2007 – Candidatura per la miglior attrice in una serie drammatica per Una vita da vivere
- Outer Critics Circle Award
  - 2011 – Candidatura per la migliore attrice non protagonista in un'opera teatrale per Good People
- Soap Opera Digest Awards
  - 2005 – Miglior triangolo per Una vita da vivere
- Tony Award
  - 2016 – Miglior attrice non protagonista in un musical per Hamilton

## Doppiatrici italiane
- Rossella Acerbo in Pistol Whipped - L'ultima partita, Drea, La vita immortale di Henrietta Lacks
- Beatrice Caggiula in Girls5eva
- Chiara Colizzi ne Lo straordinario mondo di Zoey
- Domitilla D'Amico in Il mistero della casa del tempo, Evil
- Micaela Incitti in White Collar
- Marina Guadagno in The Good Wife
- Selvaggia Quattrini in Altered Carbon
- Raffaella Castelli in She-Hulk: Attorney at Law